# راند مونتاین (آرکانزاس)
راند مونتاین (به انگلیسی: Round Mountain) یک منطقهٔ مسکونی در ایالات متحده آمریکا است که در شهرستان فاکنر، آرکانزاس واقع شده‌است. راند مونتاین ۹۲٫۹۷ متر بالاتر از سطح دریا واقع شده‌است.